# ليونارد سيفليت
ليونارد سيفليت (14 يناير 1916- 24 أكتوبر 1943) هو كان كوماندو أسترالي في الحرب العالمية الثانية.كان سيفليت في مهمة في بابوا غينيا الجديدة عندما تم القبض عليه واثنين من رفاقه من الأمبون من قبل رجال قبائل محلية وتم تسليمهم إلى اليابانيين. تم استجواب الرجال الثلاثة وتعذيبهم ثم قطع رؤوسهم فيما بعد. أصبحت صورة الإعدام الوشيك لسيفليت صورة أيقونية للحرب.